# Oog in Al (buurt)
Oog in Al is een buurt in de wijk West in Utrecht, de hoofdstad van de Nederlandse provincie Utrecht. De buurt wordt in het westen begrensd door de wijk Halve Maan, in het noordoosten door het Merwedekanaal en in het zuiden door de Leidse Rijn. In 2023 telde de buurt 4.200 inwoners. Het is deel van de subwijk Oog in Al/Welgelegen, welke tevens de wijken Welgelegen en Den Hommel en de Halve Maan omvat.
De wijk wordt in het westen begrensd door een met hoge bomen omzoomde route. Deze route bestaat uit drie lanen, Pijperlaan, Joseph Haydnlaan en Lessinglaan en wordt wel de PHL-laan genoemd. De laan is onderdeel van de binnenring voor het stadsverkeer.
De wijk heeft een winkelcentrum voor basisvoorzieningen, tevens zijn er een bibliotheek en vijf basisscholen in de wijk: een openbare, een rooms-katholieke, een protestants-christelijke, een Montessori en een reformatorische basisschool.
Aan de oostkant van de wijk is een park gelegen (park Oog in Al).

## Geschiedenis
Het gebied Oog in Al behoorde vanaf de 12e eeuw tot de zogenaamde 'Trechter Weyde', de stadsweide van de stad Utrecht. De stadsweide werd door de Vletsloot gescheiden in de Lage Weide en de Hoge Weide. In de Hoge Weide ontstond het latere Oog in Al.
In 1381 werd het Oude Rijn kanaal gegraven, als verbinding tussen Utrecht en Leiden. Deze trekvaart liep vanaf de haven van het Leidseveer en de Vleutense Vaart (huidige Vleutenseweg) langs de huidige Billitonkade naar de Oude Rijn bij Harmelen. Ter hoogte van Oog in Al verliep het kanaal via een oude loop van de Rijn.
Als onderdeel van het uitbreidingsplan waarbij onder meer burgemeester Moreelse was betrokken, kwam in 1665 een nieuw deel tussen het Leidseveer en Oog in Al tot stand. In 1666 werd door Everard Meyster de buitenplaats Oog in Al aangelegd op de plaats waar deze nieuwe Leidse Rijn aansloot op de Oude Rijn. De splitsing is tegenwoordig nog net zichtbaar ten westen van het Merwedekanaal. Meyster was voorstander van de uitbreidingsplannen van Moreelse en verwachtte dat hij vanaf zijn landgoed uitzicht zou hebben op de toekomstige stadsuitbreiding. Daarom noemde Meijster zijn landgoed 'Oog in Al'.
Door het graven van het Merwedekanaal in 1892 onderging de omgeving van het landgoed een ingrijpende verandering. In 1905 werd de Stichtsche Olie- en Lijnkoekenfabriek gebouwd, later Cereol genaamd. Het kanaal dat slechts via enkele ophaalbruggen overgestoken kon worden, vormde een obstakel voor het bouwen van woningen in het gebied rond Oog in Al. In 1918 kocht de gemeente het landgoed aan voor verdere uitbreiding van de stad
In het stadsuitbreidingsplan van Berlage en Holsboer was ook een ontwerp opgenomen voor het gebied rond het landgoed Oog in Al. Nog voordat de tweede versie van het totale plan in 1924 was goedgekeurd, werd vlak bij het landgoed alvast een begin gemaakt met de eerste woningen. In 1921 werden door de woningbouwvereniging 'Buiten Thuis' aan de rand van het huidige park Oog in Al 381 zeer ruime middenstandswoningen gebouwd die waren ontworpen door de architect Piet Klaarhamer. Hierdoor ontstonden de eerste straten van de zogenaamde Componistenbuurt: de Mozartlaan, de J.S. Bachstraat, de Richard Wagnerlaan en de Robert Schumannstraat.

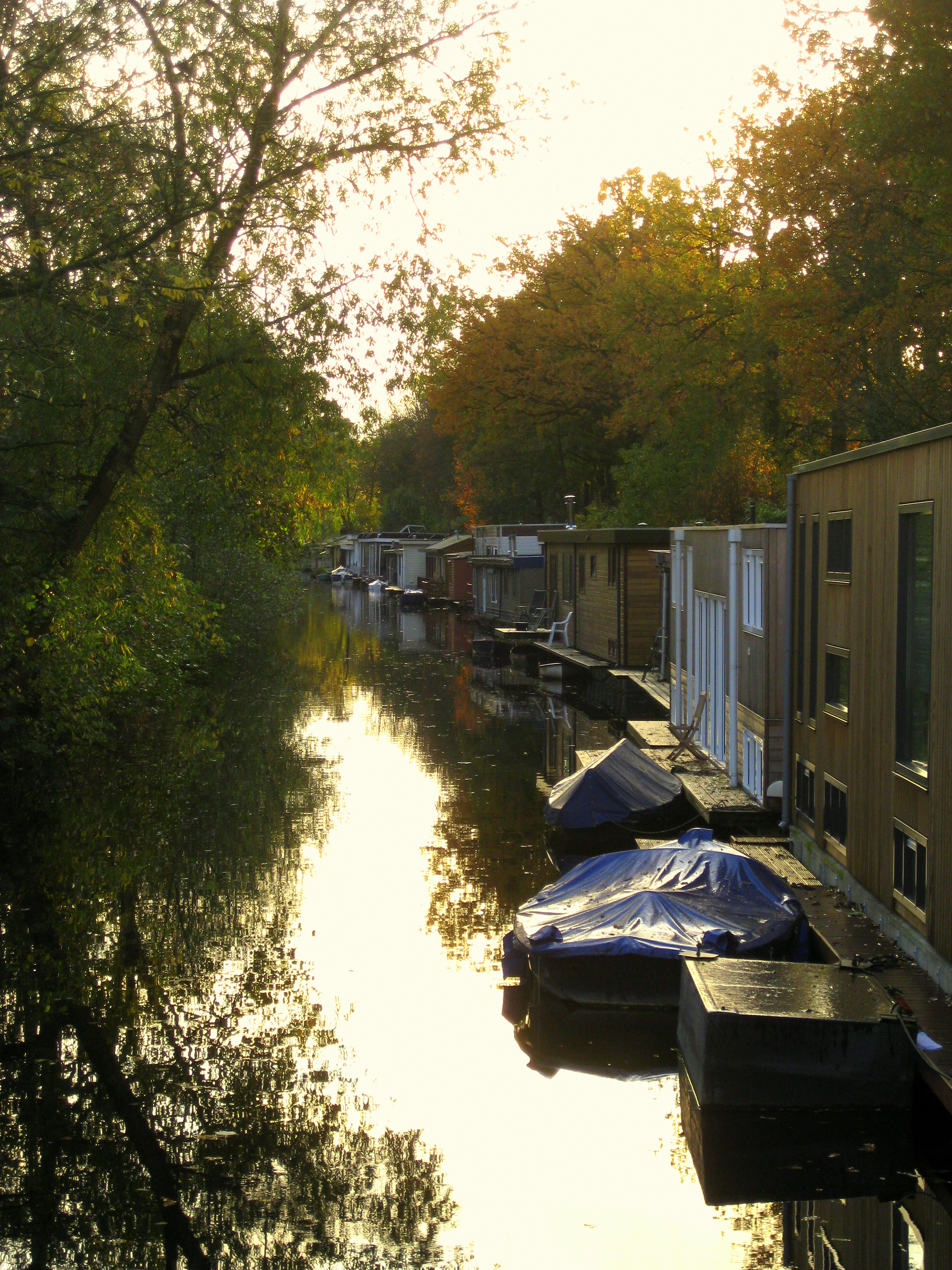
De Leidse Rijn bij Oog in Al

In de uiteindelijke bebouwing van de Componistenbuurt van rond 1931 zijn relatief veel elementen terug te vinden van de plannen van Berlage en Holsboer, zoals de verkaveling, het stratenpatroon ten oosten van de Joseph Haydnlaan en een onderdeel van de ringweg. Aan de Robert Schumannstraat staat een rij woningen die zijn ontworpen door Gerrit Rietveld.
In de wijk was vanaf 1940 het Centraal Militair Hospitaal gevestigd. Nadat deze instelling nieuw onderdak vond in het Universitair Medisch Centrum Utrecht, werd op het terrein een asielzoekerscentrum gevestigd in een gedeelte van de gebouwen. In het andere gedeelte is sinds enige jaren het dienstencentrum en het hoofdkantoor van de Protestantse Kerken in Nederland gevestigd.

## Bekende inwoners van Oog in Al
De voetballer Marco van Basten, de schaatser Jochem Uytdehaage en de atlete Dafne Schippers zijn geboren en getogen in Oog in Al. De Belgische schrijver Geert van Istendael bracht er in de jaren vijftig een deel van zijn jeugd door. Ook de Nederlandse schrijver Tommy Wieringa heeft enige tijd aan de Mozartlaan gewoond. Hans Freudenthal en Suus Freudenthal-Lutter woonden aan de F. Schubertstraat. De architect Gerrit Rietveld woonde in Oog in Al. Voormalig D66-voorman Boris Dittrich woonde tijdens zijn jeugd ook in Oog in Al, zanger Daniël Lohues woonde er tijdens zijn studententijd en ook de oud-burgemeester van Utrecht Jan van Zanen heeft er een tijd gewoond.